# Tancheng (sockenhuvudort i Kina, Jiangxi Sheng, lat 27,44, long 115,50)
Tancheng är en sockenhuvudort i Kina. Den ligger i provinsen Jiangxi, i den sydöstra delen av landet, omkring 140 kilometer söder om provinshuvudstaden Nanchang. Antalet invånare är 16 928. Befolkningen består av 7 920 kvinnor och 9 008 män. Barn under 15 år utgör 19,0 %, vuxna 15-64 år 72 %, och äldre över 65 år 7,0 %.
Runt Tancheng är det ganska tätbefolkat, med 139 invånare per kvadratkilometer. Närmaste större samhälle är Zuolong, 16,3 km sydväst om Tancheng. Trakten runt Tancheng består till största delen av jordbruksmark.
Genomsnittlig årsnederbörd är 2 221 millimeter. Den regnigaste månaden är juni, med i genomsnitt 358 mm nederbörd, och den torraste är oktober, med 20 mm nederbörd.